# Borísovka (Krasnodar)
Borísovka (del ruso: Борисовка) es un seló del ókrug urbano Ciudad de Novorosíisk, en el krai de Krasnodar de Rusia. Está situado en la orilla derecha del río Tsemés, en la península de Abráu, 6.5 km al noroeste del centro de Novorosíisk y 105 km al suroeste de Krasnodar, la capital del krai. Tenía 3 188 habitantes en 2010
Pertenece al raión Primorski del ókrug urbano de Novorosíisk.